# Gaetano Gifuni
Gaetano Gifuni (Lucera, 25 giugno 1932 – Roma, 18 agosto 2018) è stato un funzionario e politico italiano.
È stato Ministro per i rapporti con il Parlamento della Repubblica Italiana dal 17 aprile 1987 al 28 luglio 1987 nel Governo Fanfani VI, Segretario generale della Presidenza del Senato della Repubblica Italiana dal 22 marzo 1975 al 16 aprile 1987 per i presidenti Amintore Fanfani, Giovanni Spagnolli, Tommaso Morlino, Vittorino Colombo, Francesco Cossiga e Giovanni Malagodi, e Segretario generale della Presidenza della Repubblica dal 28 maggio 1992 al 15 maggio 2006 per i Presidenti della Repubblica, Oscar Luigi Scalfaro e Carlo Azeglio Ciampi.

## Biografia

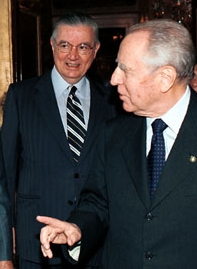
Gaetano Gifuni con il Presidente Ciampi

Figlio del bibliotecario di Lucera che scoprì i diari inediti di Antonio Salandra, era “di formazione risorgimentale e laica”; dopo la laurea in Giurisprudenza, nel 1955, viene assunto in Confindustria.
Il 1º gennaio 1959, grazie al superamento del relativo concorso, entra a far parte dell'amministrazione del Senato della Repubblica. Nominato Segretario generale del Senato della Repubblica il 26 giugno 1975, ricopre l'incarico di Ministro per i rapporti con il Parlamento nel Governo Fanfani VI (dal 17 aprile 1987 al 27 luglio 1987).
Tornato al vertice amministrativo del Senato della Repubblica dopo la breve parentesi governativa, viene nominato Segretario generale della Presidenza della Repubblica da Oscar Luigi Scalfaro il 28 maggio 1992.
Viene confermato in quest'ultima carica dal successivo Capo dello Stato Carlo Azeglio Ciampi nel 1999. Dal 1992 al 2008 è stato componente del Consiglio di Stato. Nel 2006, alla vigilia dell'insediamento del nuovo Presidente della Repubblica Giorgio Napolitano, rinuncia a continuare a reggere la macchina del Quirinale sotto il mandato di quest'ultimo e perciò da allora è Segretario generale emerito.
Era padre di Giovanni Battista Gifuni, ex Consigliere parlamentare presso la Biblioteca della Camera dei Deputati, e dell'attore Fabrizio Gifuni.
È morto a Roma il 18 agosto 2018, all'età di 86 anni.

### Vicende giudiziarie
Nel 2009 Gaetano Gifuni venne indagato per falso. Secondo l'accusa sarebbe stata sua la firma che ha consentito al nipote Luigi Tripodi di avere l'assegnazione come alloggio di servizio di una casa abusiva all'interno della tenuta presidenziale di Castelporziano.
Nell'aprile 2011 venne rinviato a giudizio per la gestione della tenuta di Castelporziano, relativamente allo sperpero dei fondi destinati dal Quirinale alla tenuta estiva del Presidente della Repubblica. Le accuse erano di abuso d'ufficio, falso materiale e falso ideologico e peculato.
Nell'aprile 2013 venne condannato in primo grado a un anno e 5 mesi di reclusione per abuso d'ufficio e peculato e assolto dagli altri capi d'imputazione, tuttavia in grado di appello è stato prosciolto da ogni accusa: dal peculato "perché il fatto non costituisce reato", mentre per l'abuso d'ufficio il reato - connesso al peculato e da cui sarebbe stato dunque comunque assolto -  è stato dichiarato estinto per intervenuta prescrizione.